# Heo Min-Ho
Heo Min-Ho (en coreano: 허민호; Seúl, 1 de marzo de 1990) es un deportista surcoreano que compite en triatlón. Ganó dos medallas en los Juegos Asiáticos en los años 2014 y 2018, y tres medallas en el Campeonato Asiático de Triatlón entre los años 2011 y 2016.

## Palmarés internacional
| Juegos Asiáticos    | Juegos Asiáticos        | Juegos Asiáticos  | Juegos Asiáticos |
| Año                 | Lugar                   | Medalla           | Prueba           |
| ------------------- | ----------------------- | ----------------- | ---------------- |
| 2014                | Incheon (Corea del Sur) | Medalla de plata  | Relevo mixto     |
| 2018                | Palembang (Indonesia)   | Medalla de plata  | Relevo mixto     |
| Campeonato Asiático |                         |                   |                  |
| Año                 | Lugar                   | Medalla           | Prueba           |
| 2011                | Yilan (Taiwán)          | Medalla de bronce | Individual       |
| 2015                | Nueva Taipéi (Taiwán)   | Medalla de plata  | Relevo mixto     |
| 2016                | Hatsukaichi (Japón)     | Medalla de oro    | Relevo mixto     |